# Dominica Olympic Committee
Das Dominica Olympic Committee (IOC code: DMA) ist das Nationale Olympische Komitee von Dominica und zugleich die Commonwealth Games Association.
Es ist verantwortlich für die Vertretung des Landes sowohl bei den Olympischen Spielen als auch bei den Commonwealth Games. Präsident des Komitees ist derzeit (2025) Billy Doctrove.

## Geschichte
Das Komitee wurde 1987 gegründet und 1993 vom Internationalen Olympischen Komitee anerkannt.